# 克萊蒙特·麥肯納學院
克萊蒙特麥肯納學院（英語：Claremont McKenna College）是一家位於美國加利福尼亞州洛杉磯郡克萊蒙特的私立文理學院。

## 历史
創立於1946年，後於1976年改為男女共學。學校在經濟學、金融學、國際關係學以及經濟公共事務方面擁有特別強的聲譽。

## 知名校友
- 史提夫·布洛克 - 蒙大拿州州長
- 大衛·德賴爾 - 加利福尼亞州共和黨政治家